# Helsinki Thunder
Le Helsinki Thunder est un ancien circuit temporaire de sports mécaniques situé à Helsinki, en Finlande.

## Histoire
Le circuit a été tracé par un ancien pilote automobile, Robert Lappalainen.
Utilisé de 1995 à 1997, il a accueilli le DTM en 1995 et 1996, une manche du Championnat FIA GT en 1997 et le Championnat international de Formule 3000 en 1997 aussi.

## Évolutions du tracé
Le circuit, sur ses trois années d'utilisation, a connu trois tracés différents.

1995
1996
1997